# Jászivány
Jászivány è un comune dell'Ungheria di 398 abitanti (dati 2001). È situato nella contea di Jász-Nagykun-Szolnok.